# Fèlix (bisbe de Bizanci)
Fèlix (en grec antic: Φήλιξ) que va morir l'any 141, va ser bisbe de Bizanci durant cinc anys, del 136 al 141 succeint al bisbe Eleuteri.
Va ser bisbe entre els regnats d'Hadrià i d'Antoní Pius. Les seves restes van ser enterrades en una cova on es deia que l'apòstol Andreu hi havia construït un altar. Segons el Sinaxari bizantí, la seva festa es commemora el 15 d'abril.